# アレッサンドロ・ファルネーゼ (1635-1689)
アレッサンドロ・ファルネーゼ（Alessandro Farnese, 1635年1月10日 - 1689年2月18日）は、イタリア・パルマ公国の支配者ファルネーゼ家の公子、軍人。スペイン王家に仕え、ナバラ副王、カタルーニャ副王、ネーデルラント総督を歴任した。

## 生涯
パルマ公オドアルド1世とのその妻でトスカーナ大公コジモ2世の娘であるマルゲリータ・デ・メディチの間の第3子、次男として生まれた。
1656年から1658年までヴェネツィア共和国騎兵軍の将軍として、オスマン帝国との戦争に従軍した。その後スペイン軍に移り、1664年11月17日にイタリア人騎兵部隊の将軍となった。1671年にナバラ副王となり、同時に金羊毛騎士団の騎士に叙任された。1676年にはカタルーニャ副王に、1678年にはネーデルラント総督に転じ、1682年4月まで総督職にあった。1682年12月から1687年までは、再びヴェネツィア軍の将軍を務めた。1687年にはスペイン大提督の地位を与えられて、スペイン国王カルロス2世の相談役となった。
生涯独身を通したが、愛妾マリア・デ・ラオ（Maria de Lao y Carillo）との間に2男2女の庶子があった。